# Giochi della V Olimpiade
I Giochi della V Olimpiade (in svedese: Den V olympiadens spel), noti anche come Stoccolma 1912, si sono svolti a Stoccolma, in Svezia, dal 5 maggio al 22 luglio 1912.

## Sviluppo e preparazione

### Organizzazione

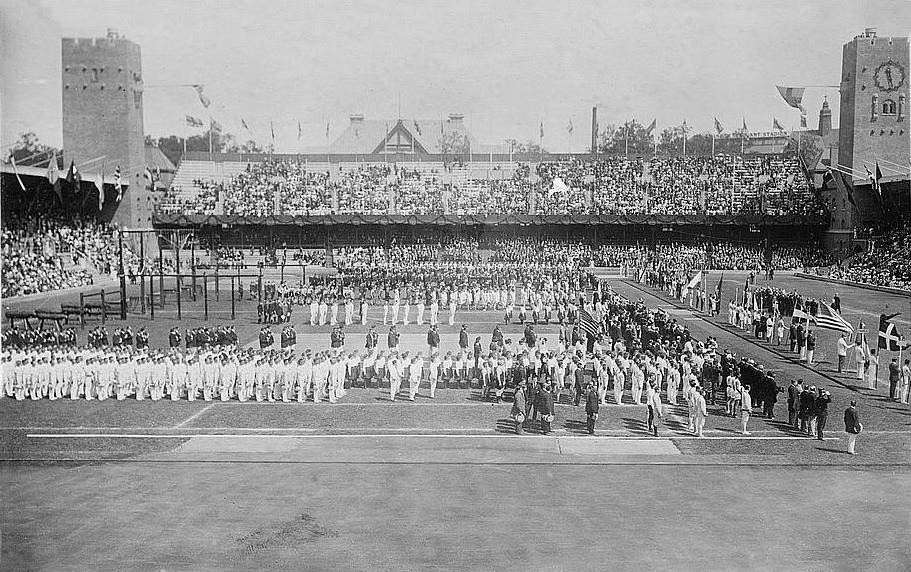
La cerimonia di apertura dei giochi olimpici di Stoccolma

Gli organizzatori svedesi studiarono il lavoro svolto quattro anni prima dal Comitato Olimpico inglese.
I Giochi della V Olimpiade furono aperti ufficialmente il 5 maggio 1912. La famiglia reale di Svezia lasciò il Palazzo di Stoccolma alle 10:40 e fu ricevuta allo Stadio Olimpico da membri del CIO. Durante la cerimonia d'apertura la squadra svedese entrò per ultima, ma a differenza delle altre edizioni precedenti e successive, la squadra della Grecia non entrò per prima. La cerimonia di apertura coinvolse i 2.407 atleti iscritti.
Il programma olimpico venne notevolmente ridimensionato ed alcune discipline non furono ammesse, come il pugilato, vietato dalle leggi svedesi. Venne però introdotta una nuova disciplina, il pentathlon moderno, che fu dominato dagli atleti di casa ed a cui partecipò anche il capitano dell'esercito statunitense George S. Patton, quinto e primo dei non svedesi. Le discipline sportive passarono così da 26 della precedente edizione dei giochi a 14.
I Giochi si svolsero in un clima di generale armonia e senza grandi contestazioni. Molti atleti avevano già avuto modo di conoscersi e fraternizzare nel 1908. Nelle gare di atletica vennero introdotte per la prima volta alcune novità tecniche come una primordiale forma di fotofinish, il cronometraggio elettrico, le corsie sulla pista e una rudimentale gabbia di protezione per il lancio del martello.
Fu la ginnastica a fare la parte del leone, con circa 1.200 atleti iscritti. Anche il nuoto ebbe un notevole risalto, con circa 300 atleti impegnati, ed in questa edizione per la prima volta le donne vennero ammesse a gareggiare, aumentando la loro presenza fino ad allora limitata alle gare di tennis e di tiro con l'arco. Per l'ultima volta partecipò la Russia. Per rivederla gareggiare come parte dell'Unione Sovietica si dovette aspettare fino ad Helsinki 1952, mentre per rivederla gareggiare come Russia si dovette aspettare fino ad Atlanta 1996.

### Sedi di gara

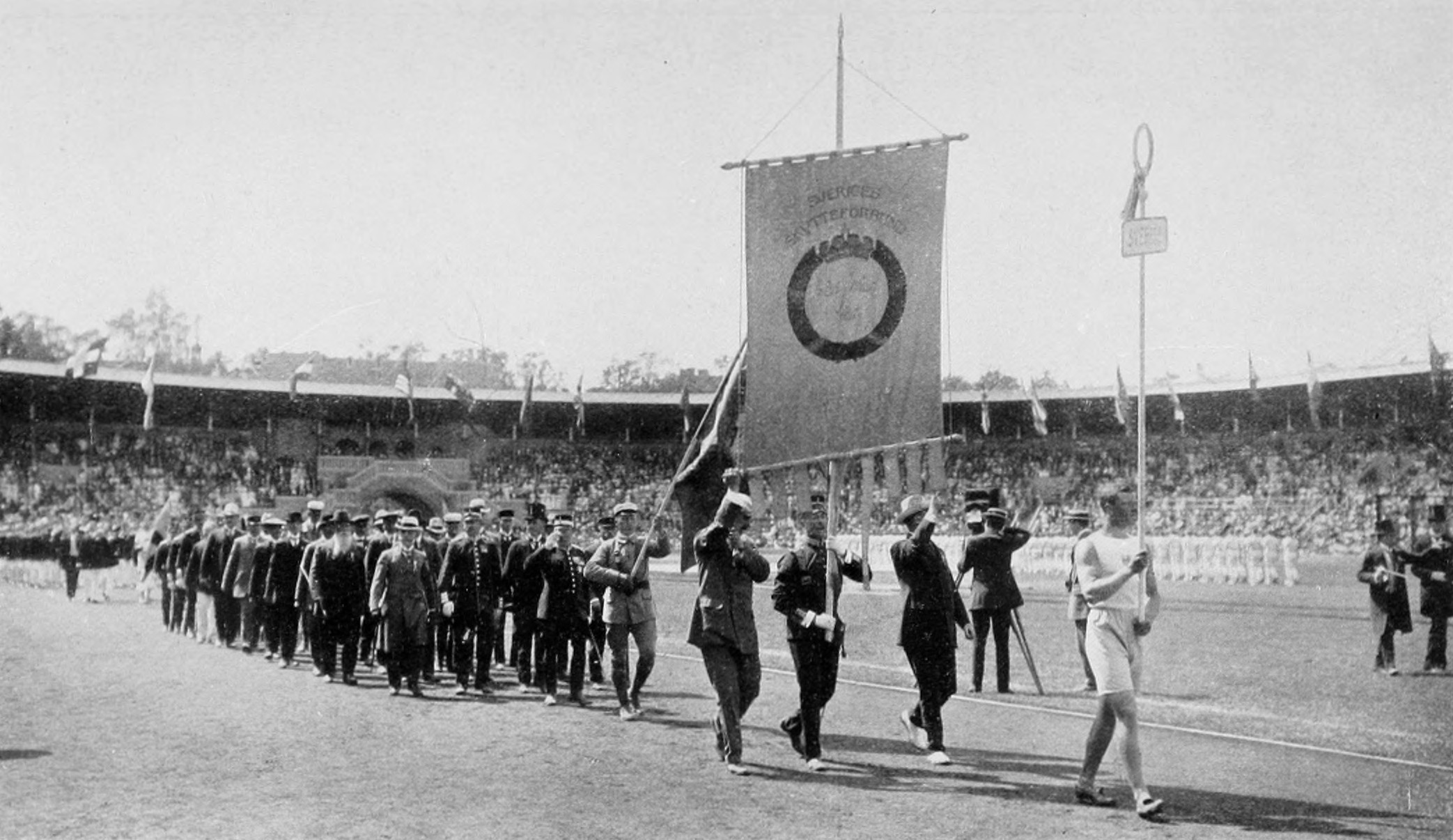
La squadra svedese durante la cerimonia di apertura

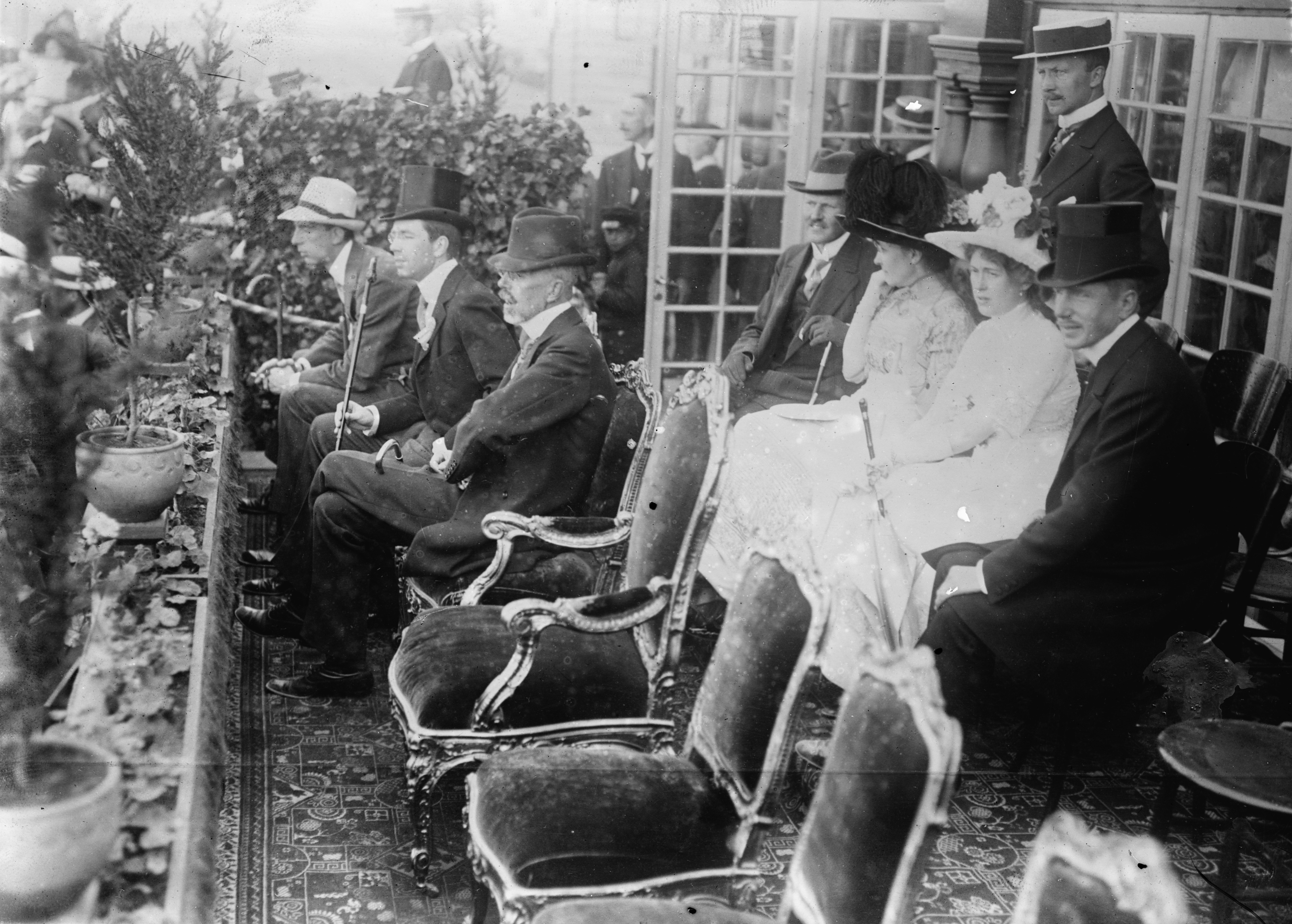
Il principe Guglielmo e il re di Svezia assistono ai Giochi

- Barkarby - Pentathlon moderno (equitazione)
- Djurgårdsbrunnsviken - Tuffi, pentathlon moderno (nuoto), canottaggio, nuoto, pallanuoto, tiro a segno
- Fältrittklubben - Equitazione
- Kaknäs - Pentathlon moderno (tiro)
- Liljeholmen - Ciclismo, equitazione
- Lindarängen - Equitazione
- Mälaren - Ciclismo
- Nynäshamn - Vela
- Impianti sportivi di Östermalm - Equitazione, scherma, pentathlon moderno (scherma), tennis
- Råsunda Idrottsplats - Calcio, tiro a volo
- Stadio Olimpico di Stoccolma - Atletica leggera, equitazione, calcio, ginnastica, lotta, pentathlon moderno (corsa), tiro alla fune
- Tranebergs Idrottsplats - Calcio

## I Giochi

### Partecipanti

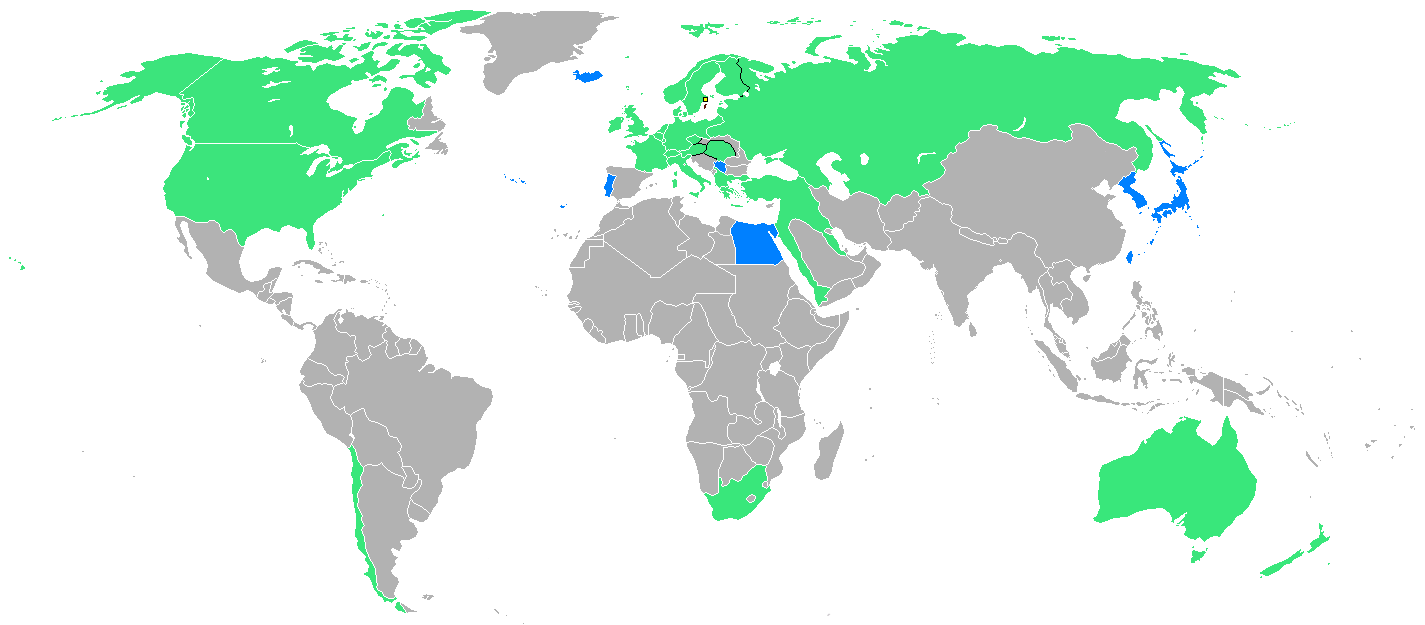
I paesi partecipanti, in blu quelli alla prima partecipazione

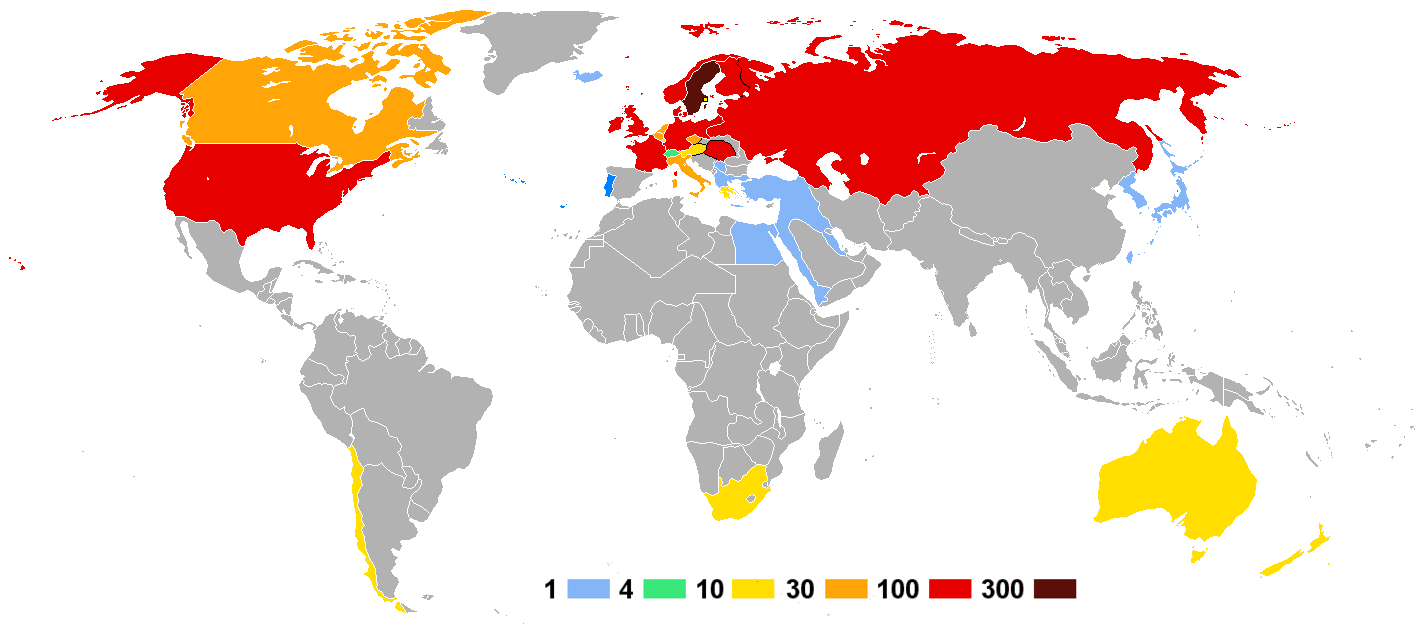
Numero di atleti presenti per paese

- Australasia (26)
- Austria (85)
- Belgio (36)
- Boemia (39)
- Canada (36)
- Cile (14)
- Danimarca (152)
- Egitto (1)
- Finlandia (164)
- Francia (112)
- Germania (187)
- Grecia (22)
- Ungheria (119)
- Islanda (2)
- Italia (68)
- Giappone (2)
- Lussemburgo (21)
- Norvegia (191)
- Paesi Bassi (33)
- Portogallo (6)
- Regno Unito (279)
- Russia (159)
- Regno di Serbia (2)
- Stati Uniti (174)
- Sudafrica (21)
- Svezia (444)
- Svizzera (1)
- Turchia (2)

### Discipline

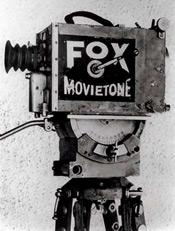
Il film dei Giochi (durata: 2h50'05".)

| Sport              | Disciplina            | Maschile | Femminile | Misti | Totali |
| ------------------ | --------------------- | -------- | --------- | ----- | ------ |
| Atletica leggera   | Atletica leggera      | 31       |           |       | 31     |
| Calcio             | Calcio                | 1        |           |       | 1      |
| Canottaggio        | Canottaggio           | 4        |           |       | 4      |
| Ciclismo           | Ciclismo              | 2        |           |       | 2      |
| Equitazione        | Equitazione           | 5        |           |       | 5      |
| Ginnastica         | Ginnastica            | 4        |           |       | 4      |
| Lotta              | Lotta                 | 5        |           |       | 5      |
| Pentathlon moderno | Pentathlon moderno    | 1        |           |       | 1      |
| Scherma            | Scherma               | 5        |           |       | 5      |
| Sport acquatici    | Nuoto (dettagli)      | 7        | 2         |       | 9      |
| Sport acquatici    | Pallanuoto (dettagli) | 1        |           |       | 1      |
| Sport acquatici    | Tuffi (dettagli)      | 3        | 1         |       | 4      |
| Sport acquatici    | Totale                | 11       | 3         |       | 14     |
| Tennis             | Tennis                | 4        | 2         | 2     | 8      |
| Tiro               | Tiro                  | 18       |           |       | 18     |
| Tiro alla fune     | Tiro alla fune        | 1        |           |       | 1      |
| Vela               | Vela                  | 4        |           |       | 4      |
| Totale (14 sport)  | (26 discipline)       | 96       | 5         | 2     | 103    |

### Calendario degli eventi
| ● | Cerimonia d'apertura |  | Competizioni |  | Finali | ● | Cerimonia di chiusura |

| Maggio        | Maggio        | Dom | Lun | Mar | Mer | Gio | Ven | Sab | Dom | Totale |
| Maggio        | Maggio        | 5   | 6   | 7   | 8   | 9   | 10  | 11  | 12  | Totale |
| ------------- | ------------- | --- | --- | --- | --- | --- | --- | --- | --- | ------ |
| Tennis indoor | Tennis indoor |     |     |     |     |     |     | 2   | 2   | 4      |
| Maggio        | Maggio        | Dom | Lun | Mar | Mer | Gio | Ven | Sab | Dom | Totale |
| Maggio        | Maggio        | 5   | 6   | 7   | 8   | 9   | 10  | 11  | 12  | Totale |

| Giugno / Luglio       | Giugno / Luglio       | Ven | Sab | Dom | Lun | Mar | Mer | Gio | Ven | Sab | Dom | Lun | Mar | Mer | Gio | Ven | Sab | Dom | Lun | Mar | Mer | Gio | Ven | Sab | Lun | Mar | Totale |
| Giugno / Luglio       | Giugno / Luglio       | 28  | 29  | 30  | 1   | 2   | 3   | 4   | 5   | 6   | 7   | 8   | 9   | 10  | 11  | 12  | 13  | 14  | 15  | 16  | 17  | 18  | 19  | 20  | 21  | 22  | Totale |
| --------------------- | --------------------- | --- | --- | --- | --- | --- | --- | --- | --- | --- | --- | --- | --- | --- | --- | --- | --- | --- | --- | --- | --- | --- | --- | --- | --- | --- | ------ |
| Cerimonia d'apertura  | Cerimonia d'apertura  |     |     |     |     |     |     |     |     | ●   |     |     |     |     |     |     |     |     |     |     |     |     |     |     |     |     |        |
| Atletica leggera      | Atletica leggera      |     |     |     |     |     |     |     |     | 1   | 2   | 5   | 2   | 3   | 4   | 3   | 4   | 2   | 5   |     |     |     |     |     |     |     | 31     |
| Calcio                | Calcio                |     |     |     |     |     |     | 1   |     |     |     |     |     |     |     |     |     |     |     |     |     |     |     |     |     |     | 1      |
| Canottaggio           | Canottaggio           |     |     |     |     |     |     |     |     |     |     |     |     |     |     |     |     |     |     |     |     | 1   | 3   |     |     |     | 4      |
| Ciclismo              | Ciclismo              |     |     |     |     |     |     |     |     |     | 2   |     |     |     |     |     |     |     |     |     |     |     |     |     |     |     | 2      |
| Equitazione           | Equitazione           |     |     |     |     |     |     |     |     |     |     |     |     |     |     |     |     |     | 1   | 1   | 3   |     |     |     |     |     | 5      |
| Ginnastica            | Ginnastica            |     |     |     |     |     |     |     |     |     |     | 1   |     | 1   | 1   | 1   |     |     |     |     |     |     |     |     |     |     | 4      |
| Lotta                 | Lotta                 |     |     |     |     |     |     |     |     |     |     |     |     |     |     |     |     |     | 5   |     |     |     |     |     |     |     | 5      |
| Nuoto                 | Nuoto                 |     |     |     |     |     |     |     |     |     |     |     |     | 3   |     | 3   | 1   | 1   | 1   |     |     |     |     |     |     |     | 9      |
| Pentathlon moderno    | Pentathlon moderno    |     |     |     |     |     |     |     |     |     |     |     |     |     |     | 1   |     |     |     |     |     |     |     |     |     |     | 1      |
| Pallanuoto            | Pallanuoto            |     |     |     |     |     |     |     |     |     |     |     |     |     |     |     |     |     |     | 1   |     |     |     |     |     |     | 1      |
| Scherma               | Scherma               |     |     |     |     |     |     |     |     |     |     | 1   |     | 1   |     | 1   |     |     |     | 1   |     | 1   |     |     |     |     | 5      |
| Tennis outdoor        | Tennis outdoor        |     |     |     |     |     |     | 1   | 3   |     |     |     |     |     |     |     |     |     |     |     |     |     |     |     |     |     | 4      |
| Tiro                  | Tiro                  |     | 2   |     | 5   | 2   | 4   | 3   | 2   |     |     |     |     |     |     |     |     |     |     |     |     |     |     |     |     |     | 18     |
| Tiro alla fune        | Tiro alla fune        |     |     |     |     | 1   |     |     |     |     |     |     |     |     |     |     |     |     |     |     |     |     |     |     |     |     | 1      |
| Tuffi                 | Tuffi                 |     |     |     |     |     |     |     |     |     |     |     | 1   |     | 1   | 1   | 1   |     |     |     |     |     |     |     |     |     | 4      |
| Vela                  | Vela                  |     |     |     |     |     |     |     |     |     |     |     |     |     |     |     |     |     |     |     |     |     |     |     | 1   | 3   | 4      |
| Cerimonia di chiusura | Cerimonia di chiusura |     |     |     |     |     |     |     |     |     |     |     |     |     |     |     |     |     |     |     |     |     |     |     |     | ●   |        |
| Medaglie              | Medaglie              |     | 2   |     | 5   | 3   | 4   | 5   | 5   | 1   | 4   | 7   | 3   | 8   | 6   | 10  | 6   | 3   | 12  | 3   | 3   | 2   | 3   |     | 1   | 3   | 99     |
| Giugno / Luglio       | Giugno / Luglio       | Ven | Sab | Dom | Lun | Mar | Mer | Gio | Ven | Sab | Dom | Lun | Mar | Mer | Gio | Ven | Sab | Dom | Lun | Mar | Mer | Gio | Ven | Sab | Lun | Mar | Totale |
| Giugno / Luglio       | Giugno / Luglio       | 28  | 29  | 30  | 1   | 2   | 3   | 4   | 5   | 6   | 7   | 8   | 9   | 10  | 11  | 12  | 13  | 14  | 15  | 16  | 17  | 18  | 19  | 20  | 21  | 22  | Totale |

## Risultati

### Medagliere

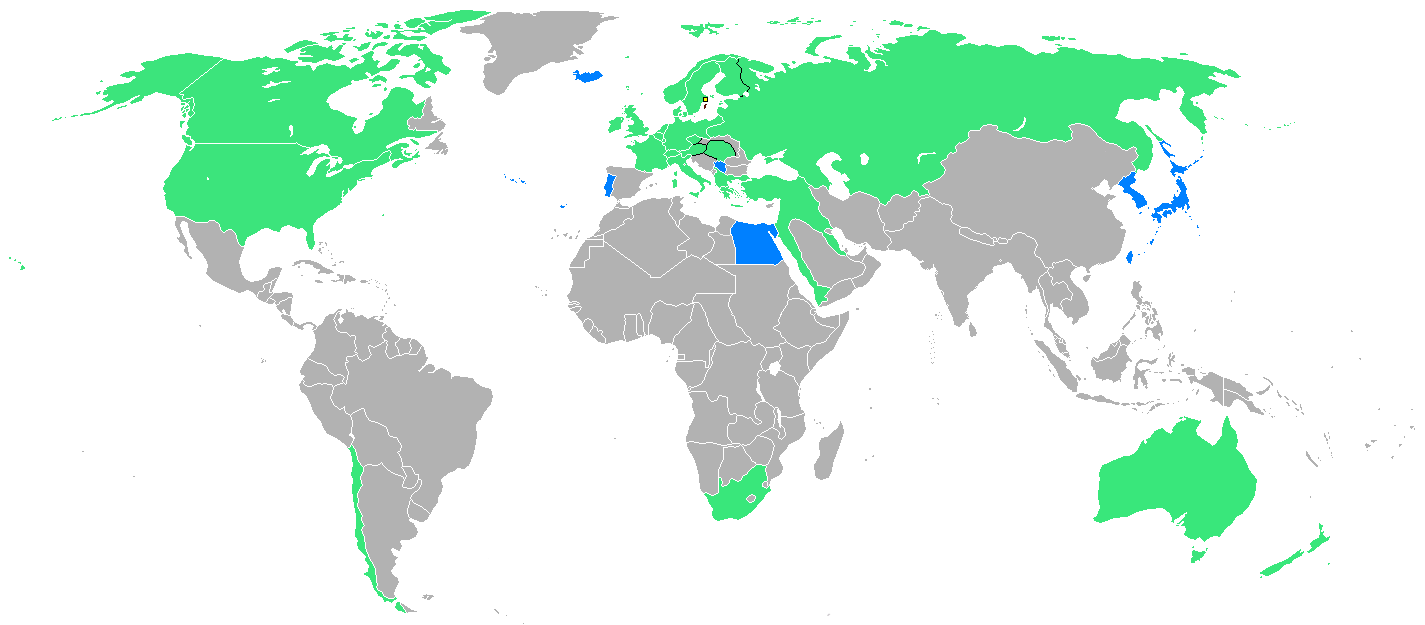
Nazioni partecipanti

Nazione ospitante 
| Pos.   | Paese         | Oro | Argento | Bronzo | Totale |
| ------ | ------------- | --- | ------- | ------ | ------ |
| 1      | Stati Uniti   | 25  | 19      | 19     | 63     |
| 2      | Svezia        | 24  | 24      | 17     | 65     |
| 3      | Gran Bretagna | 10  | 15      | 16     | 41     |
| 4      | Finlandia     | 9   | 8       | 9      | 26     |
| 5      | Francia       | 7   | 4       | 3      | 14     |
| 6      | Germania      | 5   | 13      | 7      | 25     |
| 7      | Sudafrica     | 4   | 2       | 0      | 6      |
| 8      | Norvegia      | 4   | 1       | 4      | 9      |
| 9      | Canada        | 3   | 2       | 3      | 8      |
| 9      | Ungheria      | 3   | 2       | 3      | 8      |
| 11     | Italia        | 3   | 1       | 2      | 6      |
| 12     | Australasia   | 2   | 2       | 3      | 7      |
| 13     | Belgio        | 2   | 1       | 3      | 6      |
| 14     | Danimarca     | 1   | 6       | 5      | 12     |
| 15     | Grecia        | 1   | 0       | 1      | 2      |
| 16     | Russia        | 0   | 2       | 3      | 5      |
| 17     | Austria       | 0   | 2       | 2      | 4      |
| 18     | Paesi Bassi   | 0   | 0       | 3      | 3      |
| Totale | Totale        | 103 | 104     | 103    | 310    |

### Protagonisti

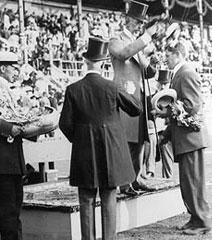
La cerimonia di premiazione di Jim Thorpe

- Jim Thorpe (Stati Uniti, atletica leggera): dopo che aveva vinto sia la gara del decathlon che quella del pentathlon, il re Gustavo V di Svezia si complimentò personalmente con lui indicandolo come il miglior atleta del mondo. Pochi mesi dopo, però, gli furono ritirate le medaglie vinte perché prima dell'inizio dei Giochi aver ricevuto un compenso di circa 100 dollari al mese dalla squadra di baseball del Nord Carolina per la quale aveva giocato. Da quel momento iniziò la sua lenta decadenza, Thorpe morì infatti nel 1953 in una roulotte alla periferia di Los Angeles completamente dimenticato. Solo nel 1983 il CIO ha restituito ai suoi discendenti le medaglie vinte nel 1912.
- Hannes Kolehmainen (Finlandia, atletica leggera): vinse 5.000 m, 10.000 m e corsa campestre. Hannes, con i suoi fratelli anch'essi corridori, aveva vissuto a lungo negli USA, apprendendo le metodiche di allenamento americane. In seguito a questi risultati, molte nazionali di atletica europee si affidarono a tecnici americani per la preparazione dei propri atleti.
- Ralph Craig (Stati Uniti, atletica leggera): fu lo sprinter protagonista, riuscendo a primeggiare sia nei 100 che nei 200 metri piani.
- Ken McArthur (Sudafrica, atletica leggera): fu il vincitore delle gara di maratona segnata da un caldo insolito per quelle zone che costrinse molti atleti ad essere trasportati in ospedale a causa della disidratazione e dei colpi di sole. Uno di essi, il portoghese Francisco Lázaro, morì due giorni dopo la gara.
- Duke Kahanamoku (Stati Uniti, nuoto): vincitore dei 100 metri stile libero, venne considerato il padre del nuoto moderno[senza fonte].